# Tratado de Tordesillas

El Planisferio de Cantino de 1502 es la más antigua representación gráfica conocida que muestra la línea de demarcación acordada en el Tratado de Tordesillas.

El Tratado de Tordesillas (en portugués: Tratado de Tordesilhas) fue un compromiso suscrito en la villa castellana de Tordesillas el 7 de junio de 1494 entre los representantes de Isabel y Fernando, reyes de Castilla y de Aragón, por una parte, y los del rey Juan II de Portugal, por la otra. El tratado estableció un reparto de las zonas de navegación y conquista del océano Atlántico y el Nuevo Mundo (América), mediante una línea situada a 370 leguas al oeste de las islas de Cabo Verde, para evitar un conflicto de intereses entre las coronas de España y Portugal. En la práctica, este acuerdo garantizaba al reino portugués que los españoles no interferirían en su ruta del cabo de Buena Esperanza, y viceversa: los primeros no lo harían en las recientemente descubiertas Antillas. 
Aunque por Tratado de Tordesillas se conoce al convenio de límites en el océano Atlántico, ese día se firmó también en Tordesillas otro tratado por el cual se delimitaron las pesquerías del mar entre el cabo Bojador y el Río de Oro, así como los límites del Reino de Fez en el norte de África.
La Unesco le otorgó la distinción de Patrimonio de la Humanidad en 2007 dentro de su categoría «Memoria del mundo» como documento compartido entre España y Portugal.

## Antecedentes

### El Tratado de Alcáçovas
El Tratado de Tordesillas tuvo como antecedente al Tratado de Alcáçovas, firmado el 4 de septiembre de 1479 entre los reyes Isabel de Castilla y Fernando de Aragón y el rey Alfonso V de Portugal, por el cual se sellaba la paz que puso fin a la guerra de Sucesión Castellana. Además de servir para formalizar el fin de la contienda, el pacto contenía otras cláusulas concernientes a la política de proyección exterior, en un momento en que castellanos y portugueses competían por el dominio del océano Atlántico y de las costas de África. A través del reparto fijado en este tratado, la Corona de Castilla recibió las islas Canarias mientras que el Reino de Portugal obtuvo el reconocimiento de su dominio sobre las islas de Madeira, Azores y Cabo Verde, así como sobre Guinea y en general sobre la costa africana «todo lo que es hallado e se hallare, conquistase o descubriere en los dichos términos, allende de que es hallado ocupado o descubierto».

### Antecedente próximo: el primer viaje de Colón

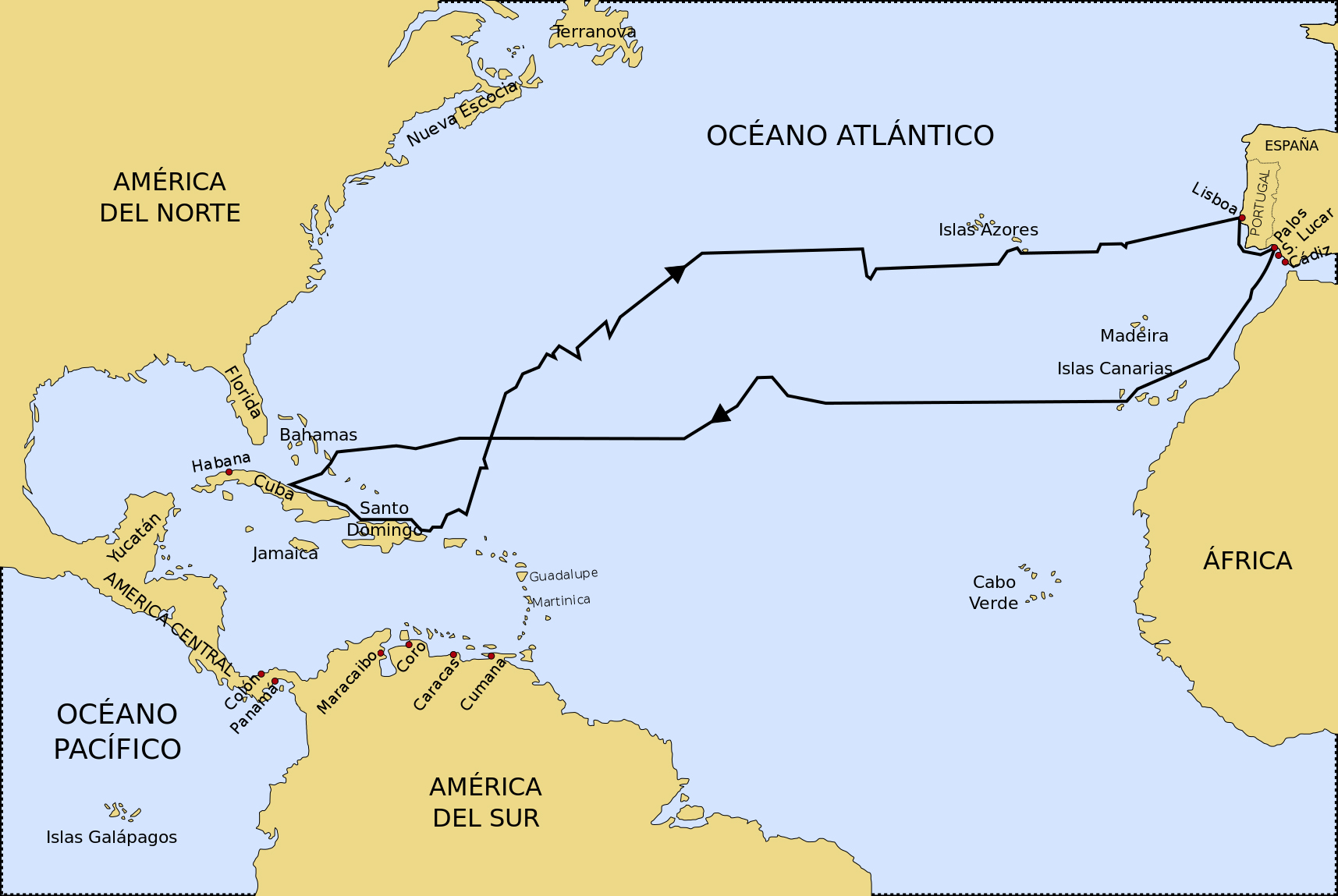
Reconstrucción del itinerario del primero de los cuatro viajes que Colón realizó a América, basada en los datos del Diario atribuido a Colón.

En 1492, los reyes de Castilla y de Aragón autorizaron a Cristóbal Colón a realizar una expedición marítima navegando por el océano Atlántico hacia el oeste hasta las Islas de las Especias. Participaron dos carabelas: la Pinta y la Niña y la nao Santa María, al mando de Martín Alonso Pinzón, Vicente Yáñez Pinzón y Juan de la Cosa, respectivamente. 
A finales del siglo XV se sabía de la medición de Eratóstenes de la circunferencia de la Tierra, pero algunos consideraban válidos los cálculos de Claudio Ptolomeo de 180 000 estadios, lo que confería una circunferencia de 28 350 km. La circunferencia real de la Tierra es de 40 120 km, con una diferencia respecto al cálculo de Ptolomeo de 11 770 km, y entre las costas americana y asiática hay un arco máximo de 11 200 km aproximadamente. Teniendo en cuenta este error de medida, y que desde la llegada de Marco Polo a China se tenía conocimiento en Europa de los perfiles costeros orientales de Asia, Colón esperaba encontrar la costa de Cipango exactamente en la ubicación actual de las Antillas. No hay que olvidar que también se conocía la medición de Eratóstenes, de 252 000 estadios, mucho más ajustada a la realidad, medición que fue esgrimida en el informe pedido a la universidad de Salamanca para dictaminar que el viaje de Colón era imposible.
Evidentemente, Colón se aferró a la medición de Ptolomeo, por lo que las naves partieron de Palos de la Frontera el 3 de agosto de 1492 y se dirigieron a las islas Canarias. El 16 de septiembre, las embarcaciones alcanzaron el mar de los Sargazos y el 12 de octubre llegaron a la isla de Guanahani, en el archipiélago americano de las Bahamas. Colón siguió con su periplo por el mar Caribe, arribando a Cuba el 28 de octubre y a La Española el 6 de diciembre. El 24 de diciembre, la Santa María encalló en las costas de La Española y con sus restos se construyó el Fuerte Navidad.
La expedición emprendió el regreso el 16 de enero de 1493 y unos días más tarde una tormenta separó las dos naves. La Pinta, al mando de Pinzón, llegó a Bayona (Galicia) a finales de febrero y anunció el descubrimiento a los reyes Isabel y Fernando. Entre tanto, la Niña, en la que viajaba Colón, hizo escala el 17 de febrero en la isla portuguesa de Santa María, en las Azores, y el 4 de marzo recaló en Lisboa, tras 7 meses y 12 días de viaje. Allí fue interrogado por el rey Juan II y lo puso al corriente de sus descubrimientos. Inmediatamente, el monarca portugués reclamó la pertenencia de las nuevas tierras alegando derechos derivados del Tratado de Alcáçovas. Isabel y Fernando, por su parte, negaron tal pretensión aduciendo que la navegación se había efectuado siempre al oeste, «y no al sur de Canarias». El día 15, Colón regresó al puerto de Palos y el mes siguiente fue recibido en Badalona por los reyes.

### Las bulas Alejandrinas

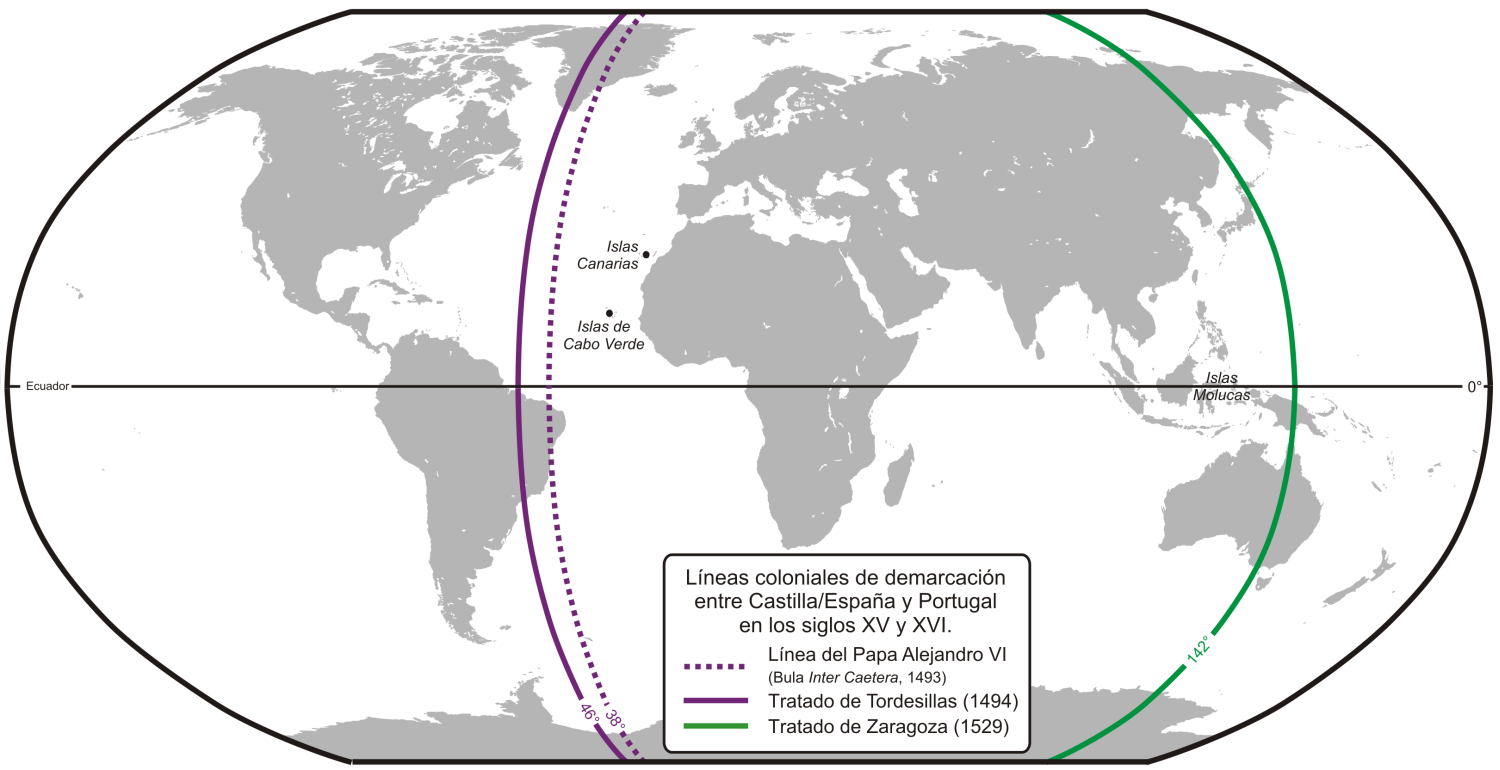
Líneas divisorias de influencia entre España y Portugal; la de color púrpura es la línea resultante del Tratado de Tordesillas y la verde la resultante del tratado de Zaragoza.

Para afirmar la soberanía castellana sobre los territorios recién hallados por Colón, Isabel y Fernando solicitaron ayuda al papa Alejandro VI (Rodrigo Borgia), que había sido elegido en agosto de 1492 y con el que tenían una larga relación de favores mutuos. El papa emitió cuatro bulas, conocidas como bulas Alejandrinas, fechadas entre mayo y septiembre de 1493: la primera Inter caetera, la segunda Inter caetera, la tercera Eximiae devotionis y la cuarta y última Dudum siquidem. En ellas estableció que pertenecerían a la corona de Castilla las tierras y mares al oeste del meridiano situado a 100 leguas al oeste de las Azores y Cabo Verde. Se decretaba la excomunión para todos aquellos que cruzasen dicho meridiano sin autorización de los reyes de Castilla.

## Negociación del tratado

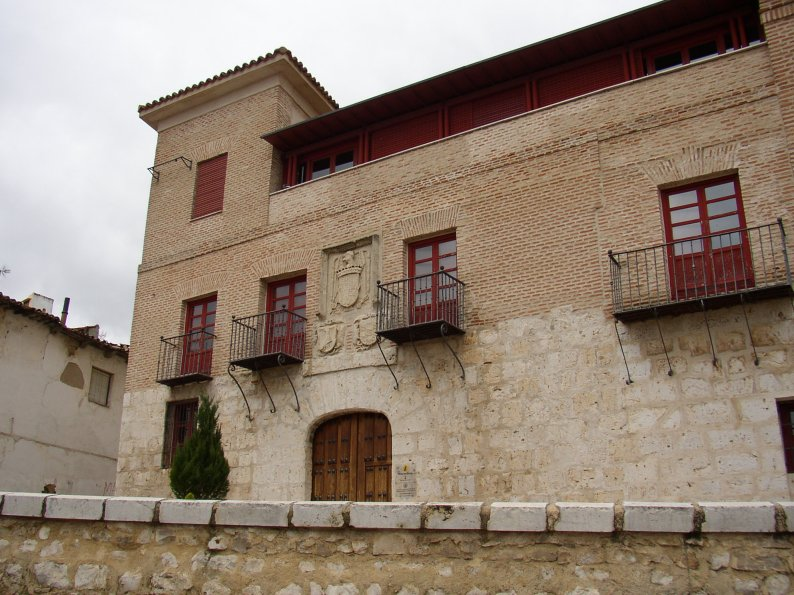
Casas del Tratado de Tordesillas, lugar donde tuvieron lugar las negociaciones del Tratado.

Tras el regreso de Colón y su paso por Lisboa en marzo de 1493, el rey Juan II de Portugal afirmó que las islas descubiertas estaban al sur de las Canarias e interpretaba que el Tratado de Alcáçovas se las adjudicaba, aunque según otras interpretaciones ese tratado solo se refería a las costas africanas. Juan II ordenó preparar una escuadra para verificarlo, para lo cual retuvo a dos pilotos portugueses que habían regresado con Colón desde las Indias. La llegada de un emisario de los Reyes Católicos, pidiéndole que enviara embajadores a Barcelona para discutir el asunto, hizo que suspendiera provisionalmente la expedición. No obstante, en una carta escrita en agosto de 1493 Colón informó a los reyes que los portugueses habían enviado una carabela desde Madeira hacia el oeste.
Juan II envió a sus monarcas rivales al doctor Pero Dias y a su secretario Rui de Pina, mientras en mayo de 1493 se conocían las bulas Inter Caetera, las cuales —en especial la segunda— eran muy favorables a los castellanos y consternaron al rey portugués. Portugal quedaba excluido en la práctica de las empresas americanas, toda vez que la línea imaginaria de demarcación trazada por designio papal lo relegaba a las costas africanas, quedando el Nuevo Mundo de forma privativa para Castilla. Los Reyes Católicos defendieron la nueva situación con la misma firmeza que los portugueses habían defendido el Tratado de Alcáçovas, pues su situación ya no era precaria, al contar con el apoyo papal y la paz firmada con el rey de Francia.
Posteriormente, los Reyes Católicos y el monarca lusitano negociaron un tratado bilateral. Las delegaciones diplomáticas se reunieron durante varios meses en Tordesillas. Según el cronista portugués García de Resende, Juan II disponía de una red de espionaje muy eficaz formada por personas cercanas a los Reyes Católicos, cuya identidad no se conoce, y por un sistema de correos a caballo que llevaban rápidamente las noticias a Lisboa. Los embajadores portugueses recibían desde Lisboa informes secretos sobre cuál iba a ser la posición negociadora de los castellanos junto a instrucciones directas del rey Juan.
Finalmente, los delegados de ambas monarquías alcanzaron un acuerdo que se plasmó en un tratado, firmado el 7 de junio de 1494, hoy denominado Tratado de Tordesillas. Por parte de los Reyes Católicos firmaron Enrique Enríquez de Quiñones, mayordomo mayor de los reyes, Gutierre de Cárdenas, comendador mayor de la Orden de Santiago y contador real, y el doctor Rodrigo Maldonado; por el lado portugués firmaron Ruy de Sousa, su hijo Juan de Sousa y el magistrado Arias de Almadana. Se fijó un plazo de cien días para su ratificación por los respectivos monarcas; los Reyes Católicos lo refrendaron el 2 de julio de 1494 en Arévalo, y Juan II lo hizo el 5 de septiembre siguiente en Setúbal. Los originales del tratado se conservan en el Archivo General de Indias en Sevilla (España) y en el Archivo Nacional de la Torre do Tombo en Lisboa (Portugal).
El Tratado indicaba que se solicitaría su confirmación por la Santa Sede pero también estipulaba claramente que ninguna de las partes podría ser dispensada de cumplirlo alegando el «motu proprio» papal. El papa Alejandro VI nunca confirmó el Tratado y hubo que esperar a que Julio II lo hiciese por medio de la bula Ea quae pro bono pacis en 1506.

## Contenido del Tratado

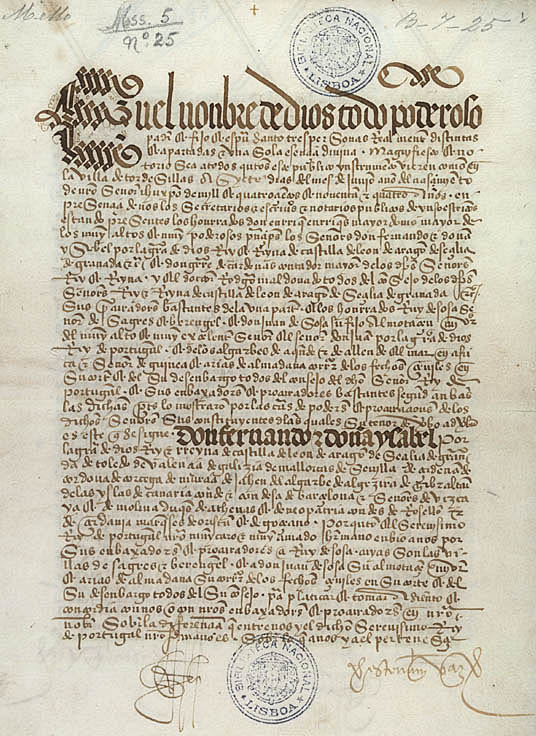
Página original del tratado. Biblioteca Nacional de Lisboa.

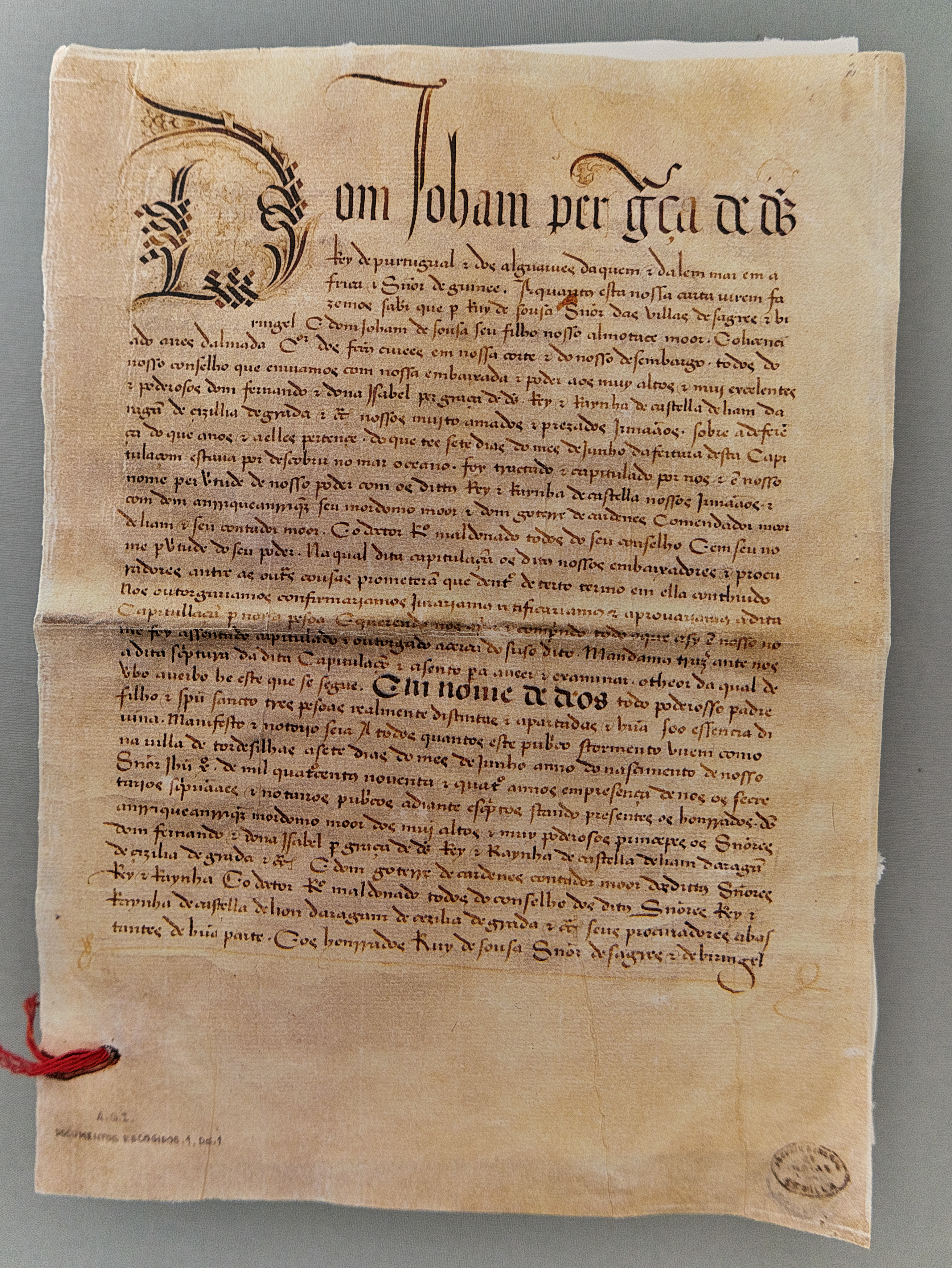
Archivo General de Indias

La esencia del Tratado consistía en el convenio de una nueva línea de demarcación, siendo esta la que, teniendo sus extremos en ambos polos geográficos, pasase a 370 leguas al oeste de las islas de Cabo Verde. La gran diferencia con la demarcación establecida en las bulas pontificias era que la parte oriental de América del Sur, el extremo este de Brasil, quedaba ahora adscrito al área de acción de Portugal, lo que posibilitó el sometimiento a su soberanía cuando Pedro Álvares Cabral arribó en 1500 a las costas brasileñas.
En su Historia de España Ramón Menéndez Pidal calificó el Tratado de Tordesillas como el primer tratado moderno de la historia europea, pues al lado de los diplomáticos que llevaban las conversaciones, había, por primera vez, dos grupos de peritos (españoles y portugueses) que asesoraban técnicamente a los primeros.
El motivo del tratado fue expresado como:

... que por cuanto entre los dichos señores sus constituyentes hay cierta diferencia, sobre lo que á cada una de las dichas partes pertenece, de lo que fasta hoy dia de la fecha de esta capitulación está por descubrir en el mar ...

El límite fue establecido de la manera siguiente:

... que se haga é señale por el dicho mar Océano una raya, ó línea derecha de polo á polo, convien á saber, del polo ártico al polo antartico, que es de Norte á Sur, la cual raya ó línea se aya de dar, é dé derecha, como dicho es, á tresientas é setenta leguas de las islas del Cabo Verde, hacia la parte del Poniente, por grados ó por otra manera como mejor y mas presto se pueda dar, de manera que no sean mas...

La asignación de jurisdicciones fue:

... é que todo lo que hasta aquí se ha fallado é descobierto, é de aquí adelante se hallare, é descobriere por el dicho señor de Portugal, é por 
sus navios, asy islas como tierra firme, desde la dicha raya, é línea dada en la forma susodicha, yendo por la dicha parte del Levante dentro de la dicha raya á la parte del Levante, ó del Norte, ó del Sul della, tanto que no sea atravesando la dicha raya, que esto sea, é finque, é pertenezca al dicho señor rey de Portugal é á sus subcesores, para siempre jamas, é que todo lo otro, asy islas, como tierra firme, halladas y por hallar, descubiertas y por descobrir, que son ó fueren halladas por los dichos señores rey é reyna de Castilla, é de Aragón, etc., é por sus navios desde la dicha raya dada en la forma susodicha, yendo por la dicha parte del Poniente, después de pasada la dicha raya hacia el Poniente, ó el Norte, ó el Sul della, que todo sea, é finque, é pertenezca á los dichos señores rey é reyna de Castilla, de León, etc., é á sus subcesores para siempre jamas.

Las partes se comprometieron —con obligación de entrega si lo faltasen— a no enviar expediciones hacia la jurisdicción de la otra:

... que de oy en adelante no embiarán navios algunos; convien á saber, los dichos señores rey é reyna de Castilla, é de León, é de Aragón, etc., por esta parte de la raya á la parte del Levante aquiende de la dicha raya, que queda para el dicho señor rey de Portugal é de los Algarbes, etc., ni el dicho señor rey de Portugal á la otra parte de la dicha raya, que queda para los dichos señores rey é reyna de Castilla, é de Aragón, etc., á descobrir é buscar tierras, ni islas algunas, ni á contratar, ni rescatar, ni conquistar en manera alguna...

A los barcos españoles se le reconoció la libre navegación por las aguas del lado portugués para viajar a América:

... los dichos navios de los dichos señores rey é reyna de Castilla, de León, de Aragón, etc., puedan ir é venir, y vayan é vengan libre, segura é pacíficamente sin contradicción alguna por los dichos mares que quedan con el dicho señor rey de Portugal, dentro de la dicha raya en todo tiempo, é cada y quando Sus Altezas, é sus subcesores quisieren, é por bien tuvieren; los quales vayan por sus caminos derechos, é rotas, desde sus reynos para cualquier 
parte de lo que está dentro de su raya é límite... no pueden apartarse, salvo lo que el tiempo contrario los fiziere apartar...

Teniendo en cuenta que se estaba desarrollando el Segundo viaje de Colón, se acordó también que si los navegantes de Castilla y Aragón descubrían hasta el 20 de junio de 1494 alguna isla o tierra firme entre las 250 y 370 leguas de polo a polo desde Cabo Verde, debían quedar para los reyes españoles. Lo cual no ocurrió, ya que Colón no se acercó a Sudamérica en sus primeros dos viajes.

É que todas las islas, é tierra firme, que hasta los dichos veinte dias deste mes de junio en que estamos, sean falladas é descobiertas por los navios de los dichos señores rey é reyna de Castilla, é de Aragón, etc., é por sus gentes, ó en otra qualquier manera dentro de las otras ciento é veinte leguas, que quedan para complimiento de las dichas trecientas é setenta leguas, en que ha de acabarla dicha raya, que se ha de fazer de polo á polo, como dicho es, en qualquier parte de las dichas ciento é veinte leguas para los dichos polos que sean falladas fasta el dicho dia, queden é finquen para los dichos señores rey é reyna de Castilla é de Aragón, etc.,

## Tratado sobre pesquería en África y sobre el Reino de Fez
El segundo tratado firmado en Tordesillas el 7 de junio de 1494 fijó una veda de 3 años a los españoles durante la cual no podían pescar en las aguas entre el cabo Bojador y Río de Oro y más al sur, pero sí podían asaltar la costa musulmana adyacente. Al norte del cabo Bojador, ambos países podían pescar y asaltar la costa. Las zonas de influencia en el Reino de Fez fueron delimitadas en el pueblo de Cazaza hacia el levante.

## Demarcación de la línea limítrofe

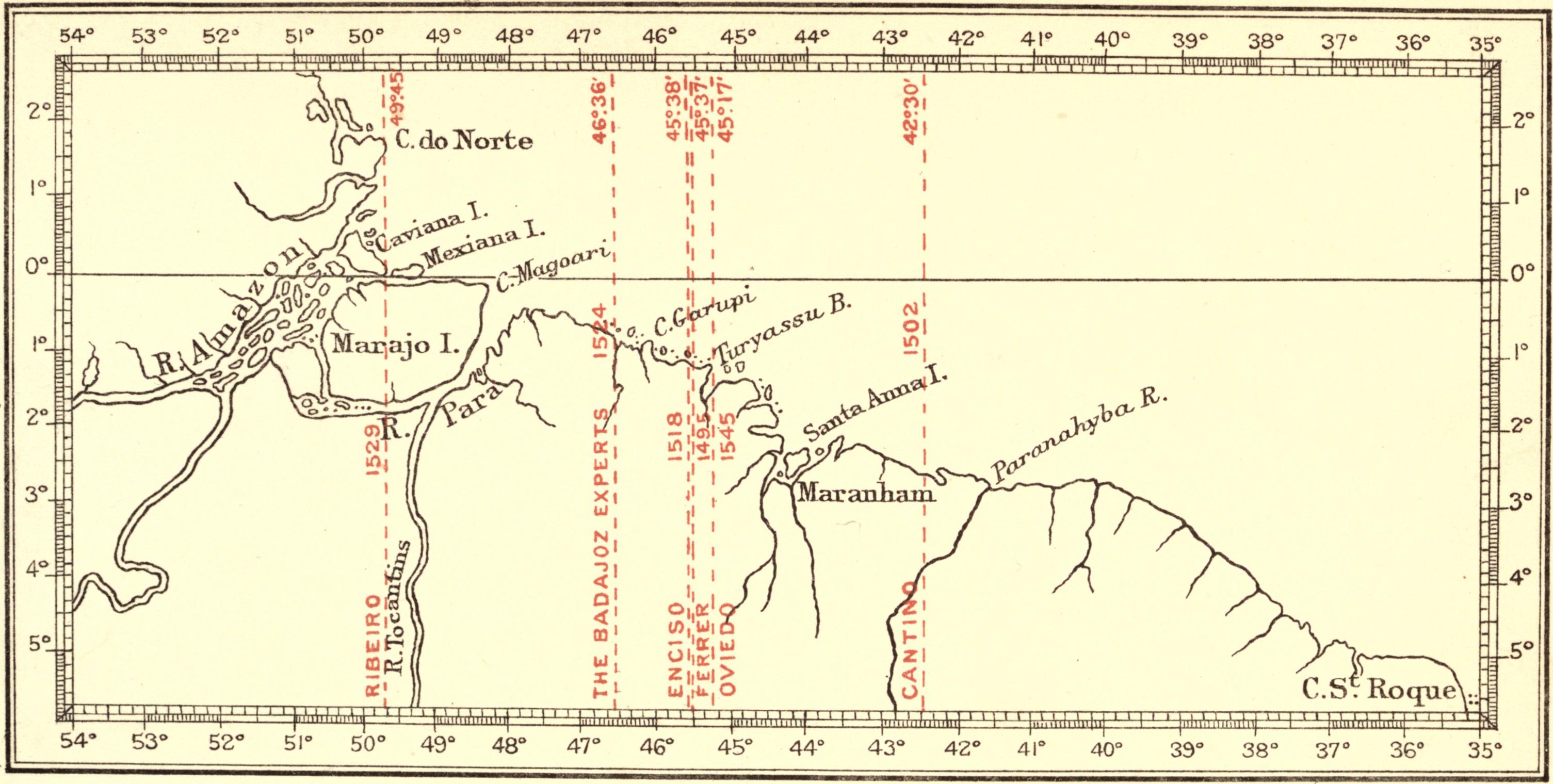
Primeras líneas de demarcación propuestas para el Tratado de Tordesillas (1495–1545).

El Tratado de Tordesillas solo especificaba la línea de demarcación como una raya derecha de polo a polo a 370 leguas derechas al poniente de las islas de Cabo Verde. No especificaba la línea en grados de meridiano, ni cuántas leguas entraban en un grado, ni identificaba la isla desde la que debían contarse las 370 leguas. El tratado declaraba que esas materias serían establecidas por una expedición conjunta que nunca se llevó a cabo. 

... para que la dicha línea ó raya de la dicha partición se aya de dar, é dé derecha, é la mas cierta que ser podiere por las dichas trecientas é setenta leguas de las dichas islas del Cabo Verde hacia la parte del Poniente, como dicho es, concordado, é asentado por los dichos procuradores de 
amas las dichas partes, que dentro de diez meses primeros siguientes, contados desde el dia de la fecha desta capitulación, los dichos señores sus constituyentes hayan de embiar dos ó quatro caravelas, convien á saber, una ó dos de cada parte, ó menos, segund se acordaren por las dichas partes que son necesarias, las quales para el dicho tiempo sean juntas en la isla de la gran Canaria ... los quales dichos navios, todos juntamente continúen su camino á las dichas islas del Cabo Verde, é desde allí tomarán su rota derecha al Poniente hasta las dichas trecientas é setenta leguas, medidas como las dichas personas, que asy fueren, acordaren que se deven medir, sin perjuicio de las dichas partes, y allí donde se acabaren se haga el punto, é señal que convenga, por grados de Sol ó de Norte, ó por singradura de leguas, ó como mejor se pudieren concordar.

Expirado el plazo acordado de diez meses sin que se reunieran los expertos de ambas partes, el 15 de abril de 1495 se acordó que la reunión se efectuara en julio de 1495 en algún punto fronterizo, pero tampoco se llevó a efecto. La demarcación del límite nunca se realizó y cada parte interpretó el tratado a su conveniencia.

## Dificultades para establecer la posición de la línea
Los navegantes de la época no se ponían de acuerdo respecto de cuántas leguas había en un grado de meridiano; entre los españoles se encontraban opiniones entre: 14 y 1/6, 15, 16 y 2/3, 17 y 1/2 y 21 y 3/8 leguas por grado. Lo mismo ocurría entre los portugueses, entre los cuales había opiniones de 18, 20 o 25 leguas por grado. Entonces no se conocía exactamente el tamaño de la esfera terrestre y, por lo tanto, la distancia entre cada meridiano variaba de acuerdo a la longitud que se le atribuía a la esfera, lo que hacía que, aunque se estuviera de acuerdo en cuántas leguas había en un grado de longitud, su distancia en kilómetros variaba de acuerdo al tamaño atribuido a la Tierra y a la latitud a la que se midieran. En esa época era posible determinar la latitud mediante la observación de la estrella polar con un cuadrante o un astrolabio, pero para la determinación de la longitud, la única manera de poder fijar distancias en el mar, y la única forma muy imprecisa de determinarla, era por medio del tiempo empleado en recorrer una distancia determinada. Esto requería velocidades constantes y además no había relojes precisos. 
Aunque los portugueses sabían navegar determinando la latitud, Colón y los demás navegantes españoles navegaban utilizando la brújula. Entonces se creía que, si se navegaba sobre la superficie terrestre manteniendo una dirección fija con la brújula, la trayectoria recorrida era un círculo máximo, y un navío que siguiese un rumbo fijo, llegaría a dar la vuelta al mundo volviendo al punto de partida. Este concepto se refleja en la utilización de la palabra derecha en el tratado. Pedro Nunes fue el primero en señalar la falsedad de esa creencia y descubrir las líneas loxodrómicas, que presentó al publicar en 1537 en los volúmenes: Tratado sobre navegación marítima y Tratado sobre algunas dudas de la época sobre navegación marítima. Al seguir un rumbo fijo, no se puede regresar al punto de partida y la trayectoria se acerca asintóticamente a uno de los polos. Los mapas de la época muestran las distorsiones provocadas por este error trazando una raya que solo pasaba por los polos en el meridiano de origen, por ejemplo, el Planisferio de Cantino de 1502, que es la más antigua representación portuguesa conocida en la que aparece la línea de Tordesillas. La línea de demarcación estaba situada a mitad de camino entre el cabo San Roque, punto extremo nororiental de América del Sur, y el estuario del río Amazonas, aproximadamente a los 42°30'O y se distorsiona dejando en el hemisferio portugués toda Groenlandia, Terranova y parte de Labrador. Por el sur se interna más al occidente en Sudamérica, dejando el cabo de Santa Marta al oriente. El error al dibujar los mapas con base en los rumbos magnéticos, que es el conocimiento existente al firmar el tratado, era favorable a los portugueses, que ampliaban así sus territorios en Brasil, por lo que fue sostenido en sus mapas y reclamaciones. 
La primera opinión española sobre la posición de la línea del tratado fue la del catalán Jaume Ferrer de Blanes en 1495, realizada a solicitud de los reyes de Castilla y Aragón. Ferrer consideraba que la línea de demarcación debía establecerse desde 18° (de 20 y 5/8 leguas por grado) al occidente de la más central de las islas de Cabo Verde, situada en la latitud 15°N (que se corresponde con la isla de Fogo). De acuerdo a estas consideraciones, la línea del tratado quedaba establecida a los 42°25'O, pero creía que el tamaño de la esfera terrestre era un 21,1 % más grande del que es en realidad. Ferrer también estableció que la legua debía ser de 32 estadios olímpicos (6,15264 km), por lo que la línea de Ferrer coincidía de esta manera con el meridiano 45°37'O. Para resolver el problema proponía un viaje en forma triangular, pero que no conocía que calculaba por línea loxodrómica y no por un arco de círculo máximo.

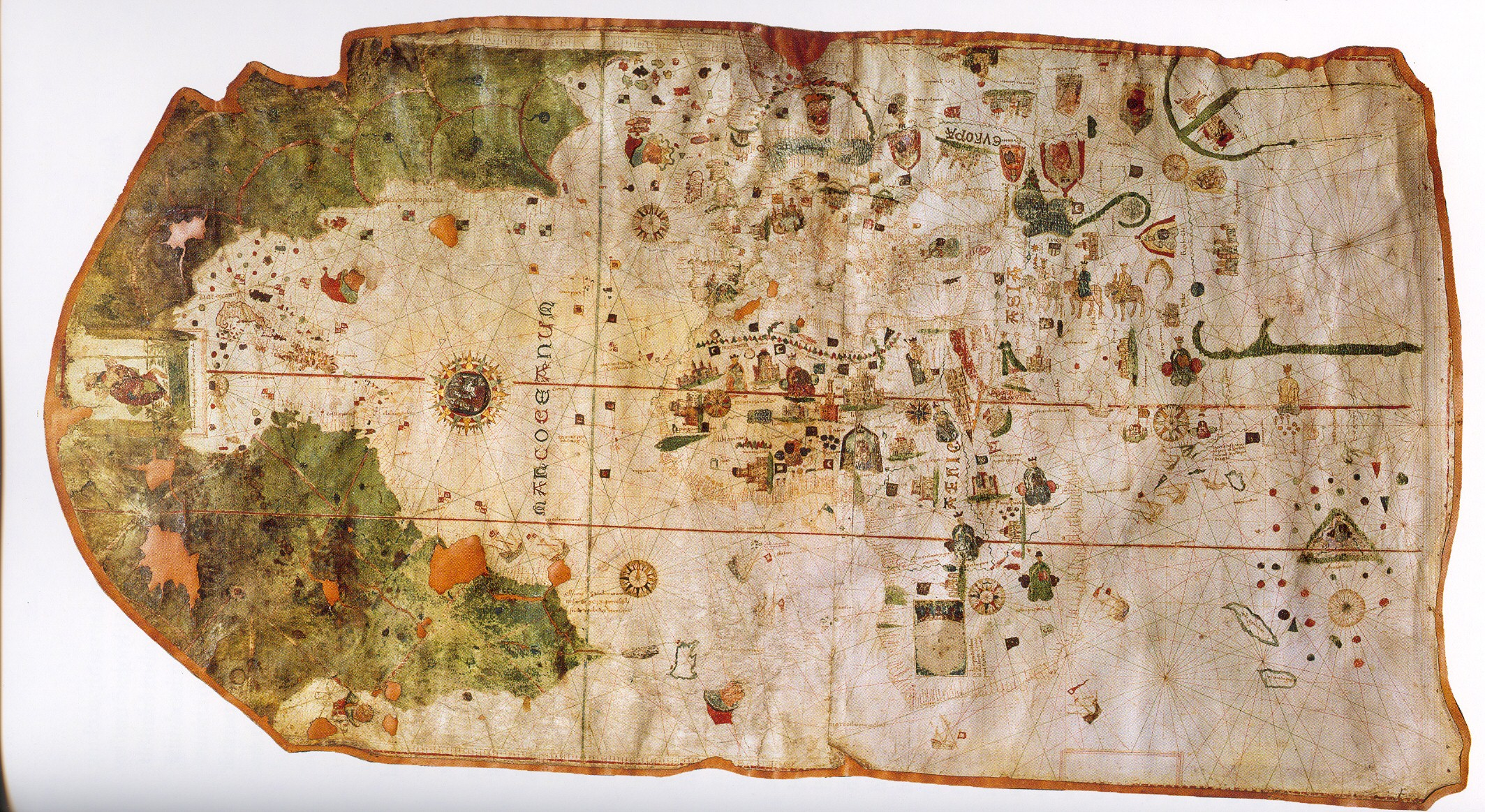
Mapa de Juan de la Cosa (1500). Se muestra el Nuevo Mundo en la parte superior (en verde) y el Viejo Mundo en la parte central e inferior (en blanco).

En el mapa de Juan de la Cosa de 1500 aparece una línea de polo a polo titulada liña meridional que pasa por las islas de Cabo Verde. Algunos especulan que podría tratarse de la primera representación gráfica conocida referida al Tratado de Tordesillas, en caso de que fuera la línea de origen desde donde contar las 370 leguas.
En 1518, el español Martín Fernández de Enciso localizó la línea a los 47°24'O, pero creía que la esfera terrestre era un 7,7 % más pequeña de lo que es, por lo que su línea pasaba a los 45°38'O.

### Junta de Badajoz y Elvas de 1524
En razón de la disputa por las islas Molucas, entre el 1 de marzo y el 31 de mayo de 1524 se reunieron peritos de ambas coronas, entre ellos por España los navegantes Tomás Durán, Sebastián Gaboto y Juan Vespucio, quienes dieron su opinión a la Junta de Badajoz-Elvas que se había creado para fallar en la disputa. Ellos especificaron que la línea debía estar a los 22° desde 9 millas al occidente del centro de la isla de San Antonio, la más al occidente de las del Cabo Verde (sostenían que en un grado entraban 17,5 leguas). La esfera terrestre considerada entonces era 3,1 % más pequeña que la actual, por lo que la línea fijada a los 47°17'O corresponde en realidad a los 46°36'O. El mapa utilizado por la parte española fue el Totius Orbis Descriptio Tam Veterum Quam Recentium Geographorum Traditionibus Observata Novum de Juan Vespucio, impreso en Italia en 1524. Los portugueses presentaron a la Junta de Badajoz-Elvas un mapa en el que la línea estaba marcada a los 21°30' al occidente de San Antonio. Las reuniones terminaron sin que se alcanzara un acuerdo.

### Tratado de Zaragoza
El Tratado de Tordesillas no señalaba una línea como círculo máximo meridiano, solo una recta desde el polo norte al polo sur. No se tomó en cuenta entonces el concepto de antípoda ni de hemisferio contrario, pero años después ambas partes intentaron usar el tratado para delimitar sus zonas de influencia en Asia. El Tratado de Zaragoza fue firmado el 22 de abril de 1529 entre España y Portugal, donde reinaban Carlos I y Juan III, respectivamente, y fijaba las esferas de influencia de Portugal y España a 297,5 leguas al este de las islas Molucas. Esta línea de demarcación se encontraba, por lo tanto, cerca del meridiano 135°E.

### Junta de Badajoz y Elvas de 1681
Cuando los portugueses fundaron la Colonia del Sacramento en la margen izquierda del río de la Plata en 1680, el gobernador de Buenos Aires reaccionó arrasando la colonia, por lo que Portugal reclamó ante la Corona española. El 17 de mayo de 1681 se firmó un tratado provisional en Lisboa que reproducía las juntas de Badajoz y Elvas de 1524, ya que debían nombrarse comisionados de ambas partes que se reunirían alternativamente en Badajoz y Elvas para que en el plazo de dos meses emitiesen un dictamen sobre la posición de la línea de Tordesillas, sometiéndose a un laudo del papa Inocencio XI en caso de no hallarse una solución.
La junta deliberó entre el 4 de noviembre de 1681 y el 22 de enero de 1682. Los comisarios portugueses pretendían que las 370 leguas debían contarse desde el extremo occidental de la isla de San Antonio y los españoles desde el centro de la de San Nicolás. Se acordó que debían verificarse los puntos por donde pasarían cada una de las dos líneas propuestas y una vez determinados, se procedería a establecer la isla de origen.
La segunda dificultad se presentó al no ponerse de acuerdo sobre qué cartas servirían de referencia: los españoles pretendían que fuesen las realizadas por cartógrafos holandeses, mientras que los portugueses pretendían valerse de sus propias cartas, las hechas por Pedro Nunes, Juan Texeira y Juan Texeira de Albornoz. De acuerdo a las cartas holandesas, Colonia del Sacramento quedaba en territorio español, pero según las portuguesas, la línea podía pasar: 13 leguas al occidente (si se tomaba la isla San Antonio) o 19 al oriente (si se tomaba San Nicolás).
No habiendo acuerdo, se dispuso trasladar al papa la decisión. España envió a Roma al duque de Jovenazo, pero Portugal no envió a nadie y el papa dejó transcurrir el plazo de un año fijado para laudar.

## Transgresión del tratado

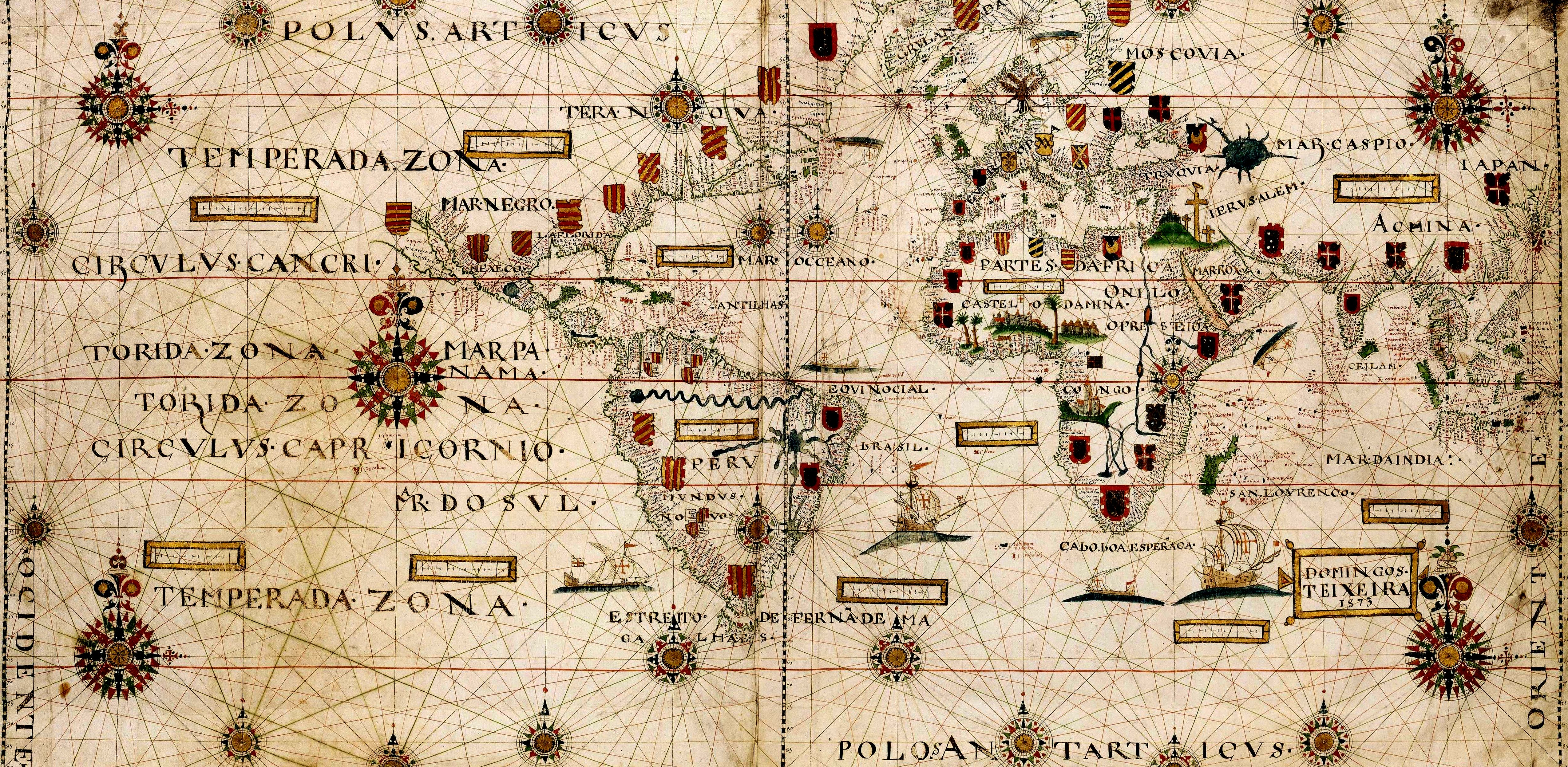
Mapamundi de Domingos Teixeira (1573).

Portugal transgredió en su colonización del continente americano la demarcación del Tratado de Tordesillas al avanzar paulatinamente desde Brasil hacia el oeste y sur de América del Sur antes del Tratado de Madrid de 1750, que anuló la línea de Tordesillas. 

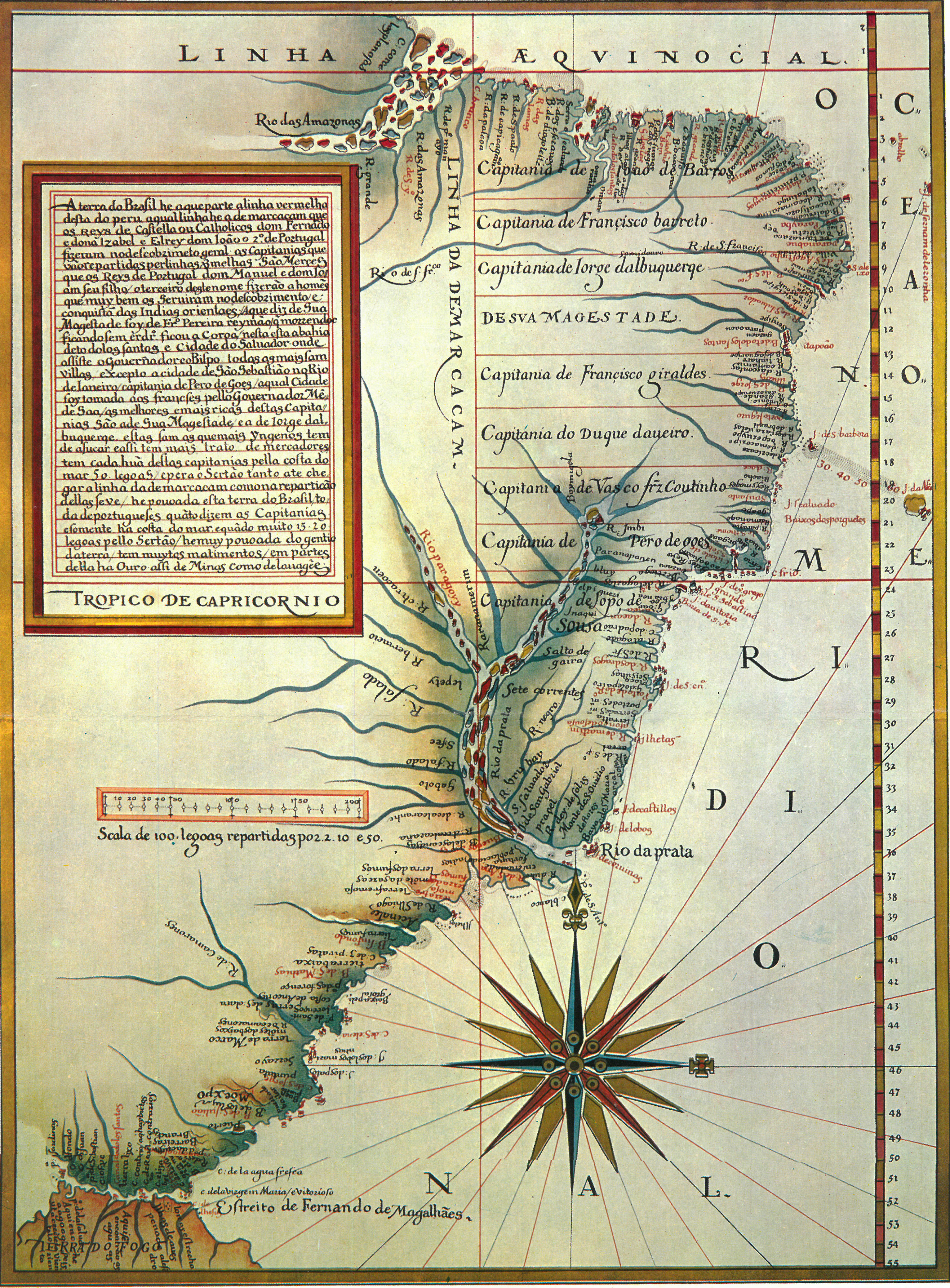
Mapa de Luís Teixeira (c. 1574) con la división del Brasil en capitanías hereditarias. La línea de Tordesillas está desplazada diez grados más al oeste siguiendo rumbos loxodrómicos.

En 1532 el rey portugués Juan III creó el sistema de capitanías hereditarias para colonizar Brasil, donó a Pero Lopes de Sousa la capitanía de Santana que se extendía desde la isla de Mel en el grupo de Cananéia hasta Laguna, que mucho después fue considerada en Portugal como el punto extremo de su territorio en América del Sur, es decir, por donde creían que pasaba la línea de Tordesillas.
Aunque esto fue debido, en gran parte, a la dificultad existente en el siglo XV para determinar la longitud, los portugueses transgredieron con creces las fronteras que les señalaba la línea de Tordesillas, justificando su actitud en la dificultad para fijar las longitudes (ubicación de los meridianos) a causa de la imprecisión de los instrumentos de la época (entonces, para señalar las longitudes o meridianos se hacían cálculos aproximativos, en los cuales el recurso más apropiado solía ser la corredera; hasta mediados del siglo XVIII Inglaterra no desarrolló cronógrafos precisos (el cronómetro de Harrison fue inventado en 1765) que, unidos a los sextantes, dieron la posibilidad de ubicar con bastante precisión la posición de los meridianos).
Estas dificultades hicieron que en diversos mapas portugueses la boca del Río de la Plata e incluso del estrecho de Magallanes aparecían como situadas al este de la línea de Tordesillas, es decir, como territorios del Brasil. En otros casos, los mapas se falsificaban corriendo la tierra hacia el este para incluirla en la zona portuguesa, como pudo haber ocurrido en el Planisferio de Caverio dibujado entre 1504-1505.
Además, durante sesenta años el tratado dejó de tener sentido legal, puesto que entre 1580 y 1640 España y Portugal tuvieron un mismo monarca español en una unión dinástica aeque principaliter bajo la Casa de Austria, y los reyes otorgaron a exploradores portugueses capitanías y concesiones en la cuenca amazónica. Así, a partir de 1580 los comerciantes y colonos portugueses podían establecerse sin preocupaciones más allá del citado meridiano, penetrando profundamente en la selva brasileña. De este modo, cuando se produjo en 1640 la independencia de Portugal, retuvo consigo las posesiones adquiridas hasta entonces mucho más al oeste de la demarcación del Tratado de Tordesillas en virtud del precepto uti possidetis ite possideatis.

## Supuesto marco del tratado en Cananéia
Durante el tercer viaje de Américo Vespucio al Nuevo Mundo, la expedición portuguesa que iba al mando de Gonzalo Coelho, al alcanzar el 15 de febrero de 1502 la latitud aproximada de 25º 35' S, que corresponde a la isla del Cardoso en el grupo de Cananéia, celebró una junta que decidió si se debía continuar el viaje a través de los dominios españoles; allí asumió el mando de la expedición Américo Vespucio. En 1767 fue hallada en la playa de Itacuruçá en la isla del Cardoso una pieza de mármol de 80 por 40 por 20 centímetros enclavada en el suelo y esculpida con el escudo de armas de Portugal. Magnaghi cree que la columna solo pudo ser puesta por la expedición de Vespucio de 1502 para señalar la línea de Tordesillas, aunque otros suponen que fue Martim Afonso de Sousa en 1531. El marco permaneció en la isla hasta 1841, cuando el ministro del Imperio de Brasil, el Barón de Capanema, lo retiró y lo llevó al Museo Imperial en Río de Janeiro. Existe una réplica en el mismo lugar en donde fue hallada la pieza original a 25°06′27.44″S 47°53′43.43″O / -25.1076222, -47.8953972.

## Abolición del tratado
El Tratado de Madrid de 1750, suscrito entre el Reino de España y el Reino de Portugal, anuló el Tratado de Tordesillas y cualquier otro complementario:

Artículo I: El presente tratado será el único fundamento y regla que en adelante se deberá seguir para la división y límites de los dominios en toda la América y en Asia; y en su virtud quedará abolido cualquier derecho y acción que puedan alegar las dos Coronas, con motivo de la bula del Papa Alejandro VI, de feliz memoria, y de los tratados de Tordesillas, de Lisboa y Utrecht, de la escritura de venta otorgada en Zaragoza, y de otros cualesquiera tratados, convenciones y promesas; que todo ello, en cuanto trata de la línea de demarcación, será de ningún valor y efecto, como si no hubiera sido determinado en todo lo demás en su fuerza y vigor. Y en lo futuro no se tratará más de la citada línea, ni se podrá usar de este medio para la decisión de cualquiera dificultad que ocurra sobre los límites, sino únicamente de la frontera que se prescribe en los presentes artículos, como regla invariable y mucho menos sujeta a controversias.

Sin embargo, el Tratado de Madrid fue anulado por el Tratado de El Pardo de 1761, que restableció la línea de Tordesillas hasta que fue abandonada definitivamente por el Tratado de San Ildefonso del 1 de octubre de 1777.

## Actualidad
La mayoría de los mapas históricos brasileños actuales muestran la línea de demarcación a 48° 42'O pasando cerca de las ciudades de Belén de Pará y de Laguna. En esta se construyó en 1975 un monumento conmemorativo o marco del tratado. La línea corresponde a donde finalizaba la capitanía de Santana de acuerdo a la carta de donación del 21 de enero de 1535.
Los mapas hispanoamericanos muestran en general la línea pasando por Cananéia, coincidente con la capitulación firmada el 21 de agosto de 1536 entre la reina Juana y Gregorio de Pesquera Rosa, por la cual se le otorgaron beneficios sobre 50 leguas de costa: la tierra adentro que comienza desde donde dicen la Cananea hazia el rio de Santa Catalina.
En 1994 se celebró el V Centenario del Tratado. En 2007 España y Portugal inscribieron al tratado en la Unesco como patrimonio documental recomendado para su inclusión en el Registro de la Memoria del Mundo del Programa Memoria del Mundo. Junto con el Archivo General de Simancas, que obtuvo este reconocimiento en 2017, son los dos únicos patrimonios históricos documentales vallisoletanos que forman parte de dicho registro.